# Carlos Gershenson
Carlos Gershenson García (Ciudad de México, 29 de septiembre de 1978) es un investigador mexicano especalizado en sistemas autoorganizados, la complejidad y la vida artificial. Se desempeña como profesor de Innovación SUNY Emprire en la Universidad de Binghamton y presidente de la Complex Systems Society (2024-2027). Fue profesor titular de la Universidad Nacional Autónoma de México (UNAM).

## Biografía
Nació en la Ciudad de México en 1978, dentro del seno de una familia de origen judío ucraniano y venezolano. Estudió una licenciatura en ingeniería informática en la Fundación Arturo Rosenblueth en 2001 y una maestría en sistemas evolutivos y adaptativos en la Universidad de Sussex. Recibió su doctorado en el Centrum Leo Apostel de la Vrije Universiteit Brussel en Bélgica en 2007, sobre "Diseño y control de sistemas autoorganizados", bajo la supervisión de Francis Heylighen. Realizó un posdoctorado con Yaneer Bar-Yam en el New England Complex Systems Institute.
Es profesor de Innovación SUNY Empire en el Departamento de Ciencias de Sistemas e Ingeniería Industrial de la Universidad de Binghamton. Anteriormente fue profesor investigador (investigador) en el Departamento de Ciencias de la Computación del Instituto de Investigaciones en Matemáticas Aplicadas y en Sistemas (IIMAS) de la Universidad Nacional Autónoma de México de 2008 a 2023, donde fue jefe del Departamento de Ciencias de la Computación de 2012 a 2015.
También fue profesor visitante en el Instituto Santa Fe, el Instituto Tecnológico de Massachusetts y la Universidad Northeastern y ha sido editor en jefe de Complexity Digest desde 2009. Ha sido miembro del consejo asesor de Scientific American.

## Investigación
Su trabajo ha estado relacionado con la comprensión y popularización de temas de sistemas complejos, en particular, relacionados con redes booleanas, autoorganización y control de tráfico. Ha desplegado sus sistemas en el mundo real para cambiar los patrones de tráfico en América Latina.

### Sistemas autoorganizados
Durante su doctorado, propuso heurísticas para diseñar y controlar sistemas autoorganizados. Observó que la autoorganización no puede juzgarse independientemente de un contexto, es decir, no es tan relevante decidir si un sistema es o no autoorganizado, sino cuándo es útil hacerlo. La utilidad de la autoorganización radica en el hecho de que puede proporcionar una adaptación robusta a los cambios en un sistema. Como casos particulares, estudió los problemas de coordinación semafórica, eficiencia organizacional, y protocolos de comunicación.
También ha explorado los "semáforos autoorganizados" y ha aplicado la autoorganización a la regulación del transporte público y otros sistemas urbanos. Junto con Gustavo Carreón, Tania Pérez, Jorge Zapotecatl y Luis Pineda, desarrolló el proyecto #Metrevolución, que logró coordinar el embarque y descenso de pasajeros en el metro de la Ciudad de México.

### Redes booleanas aleatorias
Durante sus estudios de maestría, propuso una convención de nomenclatura para redes booleanas aleatorias en función de su esquema de actualización.
También ha estudiado el efecto de la redundancia y la modularidad en redes booleanas aleatorias.

### Organización de conferencias
Fue copresidente de ALIFE XV, la conferencia internacional de Vida Artificial, celebrada en Cancún, México, en 2016.
Gershenson también copresidió junto con José Luis Mateos la Conferencia de Sistemas Complejos 2017, celebrada por primera vez en América Latina en Cancún.